# Rafaił Abramowicz
Rafaił Abramowicz Abramowicz, właśc. Adolf Rein (ros. Рафаил Абрамович Абрамович, ur. 1880 w Dyneburgu, zm. 1963 w Nowym Jorku) – rosyjski działacz socjalistyczny, dziennikarz, członek żydowskiego Bundu i jeden z członków mienszewickiego skrzydła SDPRR.
Urodził się w 1880 roku jako Adolf Rein. W 1901 roku przystąpił do lewicowych organizacji Bund i SPPR. W 1905 roku stał się członkiem Komitetu Centralnego Bundu. W 1907 roku startował w wyborach do Dumy Państwowej. Redagował socjal-demokratyczne pisma „Jewriejskij Raboczij” i „Nasze Słowo”. W 1911 roku wyjechał na zachód Europy do Niemiec i Francji tym samym uniknął aresztowania. Do Rosji powrócił w 1917 roku po rewolucji lutowej. Po rewolucji październikowej stał się krytykiem bolszewików, a w 1918 roku został aresztowany za antybolszewickie wystąpienia. W 1920 roku wyjechał z RSFSR na emigrację do Niemiec gdzie założył mienszewickie pismo „Socialisticzeskij Wiestnik”. Po objęciu władzy przez nazistów uciekł do Francji, a następnie do Stanów Zjednoczonych. W Nowym Jorku założył pismo „Forwerts”. Pozostał aktywny politycznie, w 1949 roku znalazł się wśród założycieli Unii na rzecz Wyzwolenia Narodów Rosji.